# El viatge d'Ernest i Célestine
El viatge d'Ernest i Célestine (títol original en francès, Ernest et Célestine: Le Voyage en Charabie) és una pel·lícula d'animació francesa de 2022 dirigida per Julien Chheng i Jean-Christophe Roger. És la seqüela de la pel·lícula Ernest i Célestine, estrenada el 2012. Com l'anterior, es tracten d'uns dibuixos animats bidimensionals inspirats en la sèrie de llibres infantils publicada per l'autora i il·lustradora belga Gabrielle Vincent entre 1981 i 2000. S'ha doblat i subtitulat al català.

## Sinopsi
L'Ernest i la Célestine fan un viatge a la terra natal de l'Ernest, Charabie. Però l'Ernest, apassionat de la música, no triga a ficar-se involuntàriament en problemes: és acusat de tocar notes prohibides. I com més passa el temps, més prohibides es tornen les notes. Afortunadament, els dos amics descobreixen l'existència d'una resistència musical a la qual presten la seva ajuda.

## Premis i reconeixements
- César 2023: Nominació a la millor pel·lícula d'animació